# Kölner Hof (Königswinter)

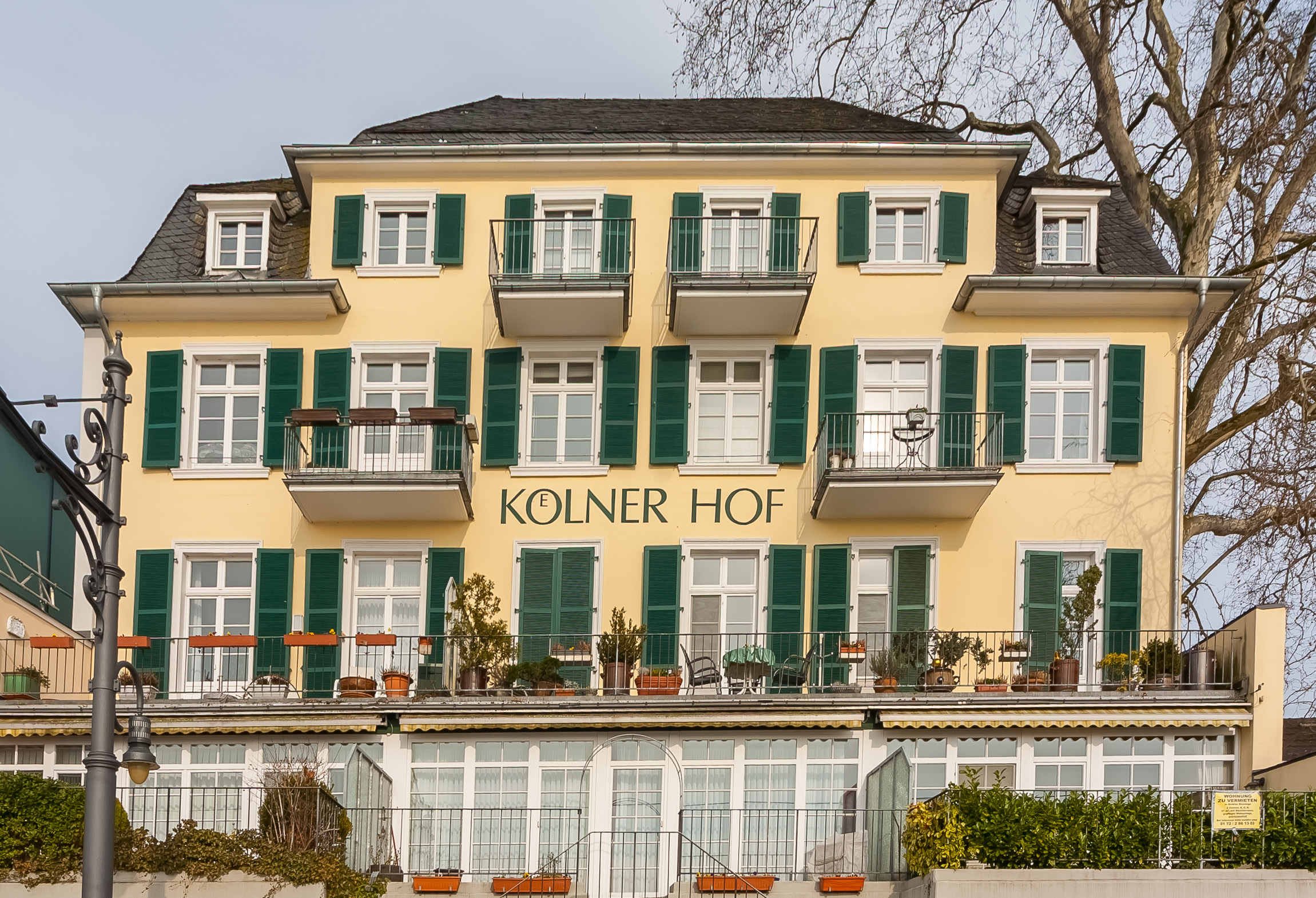
Kölner Hof (2013)

Der Kölner Hof ist ein als Hotel entstandenes Gebäude in Königswinter, einer Stadt im nordrhein-westfälischen Rhein-Sieg-Kreis, das auf die Mitte des 19. Jahrhunderts zurückgeht. Er steht als Baudenkmal unter Denkmalschutz.

## Lage
Der Kölner Hof liegt an der Rheinallee (Hausnummer 5), der städtischen Rheinuferpromenade, südlich des ehemaligen Hotels Immenhof und nördlich des Alten Fährhauses.

## Geschichte
Der Kölner Hof wurde 1835 als eines der ersten Hotels am Königswinterer Rheinufer errichtet. Sein heutiges Erscheinungsbild erhielt es in den Jahren 1912 und 1913, als das bis dahin zweigeschossige Putzgebäude umgebaut, um ein Geschoss erhöht und auf Forderung des Landeskonservators hin mit einem Mansarddach ausgestattet wurde. Dabei entstand im Innern ein neues Treppenhaus. 1927/30 kam eine „Rheinhalle“ als umglaste Aussichtsveranda hinzu, die gegen Ende der 1980er-Jahre wieder entfernt und durch eine Terrasse sowie einen Treppenaufgang ersetzt wurde. Nach der Bestimmung Bonns zum Regierungssitz 1949 gehörte der Kölner Hof zu den Hotels, die für die Unterbringung des Personals der Alliierten Hohen Kommission beschlagnahmt und hergerichtet wurden.
Die Eintragung des Gebäudes in die Denkmalliste der Stadt Königswinter erfolgte am 31. Mai 1985. Es wurde nach Schließung des Hotels zwischen 1983 und 1986 durchgreifend für die Umnutzung zu Eigentumswohnungen umgebaut und erweitert, sodass von dem inneren Bestand des Hotelgebäudes nichts erhalten blieb.

## Architektur
Das Gebäude ist drei- bis viergeschossig und weist rheinseitig sechs Achsen auf, wobei der erhöhte Mittelteil vier Achsen aufnimmt. Die Schauseite wird durch vorgebaute Balkons und hohe Rechteckfenster mit Fensterläden geprägt.